# Natalie Brown
Natalie Brown (Timmins, 17 maggio 1973) è un'attrice e modella canadese.

## Biografia
Nata e cresciuta a Timmins nell'Ontario, ha studiato  Belle Arti alla York University a Toronto. In giovane età è apparsa in varie pubblicità e ha lavorato come modella per Noxema e Max Factor. In seguito ha interpretato l'agente Sophie Parker nella sitcom Sophie e la vedova Carol Haplin in sei degli otto episodi della serie Happy Town della ABC. È apparsa anche in altre serie televisive tra cui: The Strain, Mutant X, Undressed, Una nuova vita per Zoe, Il sesso secondo Josh, ReGenesis, Flashpoint e Being Human. Ha recitato nei film Come farsi lasciare in 10 giorni, Due candidati per una poltrona e nel film TV Something Beneath.

## Filmografia

### Cinema
- Here Dies Another Day, regia di Caryn West (1997)
- Come farsi lasciare in 10 giorni (How to Lose a Guy in 10 Days), regia di Donald Petrie (2003)
- L'alba dei morti viventi (Dawn of the Dead), regia di Zack Snyder (2004)
- Due candidati per una poltrona (Welcome to Mooseport), regia di Donald Petrie (2004)
- The Last Sect, regia di Jonathan Dueck (2006)
- Saw V, regia di David Hackl (2008)
- Irvine Welsh's Ecstasy, regia di Rob Heydon (2011)
- Compulsion, regia di Egidio Coccimiglio (2013)
- How to Plan an Orgy in a Small Town, regia di Jeremy Lalonde (2015)

### Televisione
- Tracker – serie TV, episodio 1x05 (2001)
- Mutant X – serie TV, episodio 2x06 (2002)
- Undressed – serie TV, 1 episodio (2002)
- True Crimes: The First 72 Hours – serie TV, episodio 1x13 (2003)
- Lo scandalo Enron (The Crooked E: The Unshredded Truth About Enron), regia di Penelope Spheeris – film TV (2003)
- Agente speciale Sue Thomas (Sue Thomas: F.B.Eye) – serie TV, episodi 1x14-1x15 (2003)
- Missing (1-800-Missing) – serie TV, episodio 1x10 (2003)
- Una nuova vita per Zoe (Wild Card) – serie TV, episodio 2x10 (2004)
- Tilt – serie TV, episodio 1x05 (2005)
- Descent, regia di Terry Cunningham – film TV (2005)
- Il sesso secondo Josh (Naked Josh) – serie TV, episodio 2x05 (2005)
- Apocalypse - L'apocalisse (10.5: Apocalypse), regia di John Lafia – film TV (2006)
- Black Widower, regia di Christopher Leitch – film TV (2006)
- ReGenesis – serie TV, episodio 2x09 (2006)
- Uno sconosciuto nel mio letto (Cradle of Lies), regia di Oley Sassone – film TV (2006)
- Something Beneath, regia di David Winning – film TV (2007)
- Un matrimonio molto particolare (I Me Wed), regia di Craig Pryce – film TV (2007)
- Teste da test (Testees) – serie TV, episodio 1x11 (2008)
- Sophie – serie TV, 32 episodi (2008-2009)
- Happy Town – serie TV, 6 episodi (2010)
- Fairfield Road, regia di David Weaver – film TV (2010)
- Wedding for One, regia di Gary Yates – film TV (2010)
- Covert Affairs – serie TV, episodio 1x10 (2010)
- I misteri di Shadow Island - L'ultimo Natale (Shadow Island Mysteries: The Last Christmas), regia di Gary Yates – film TV (2010)
- Cancel Christmas, regia di John Bradshaw – film TV (2010)
- Flashpoint – serie TV, episodio 3x12 (2011)
- Skins – serie TV, episodi 1x04-1x05 (2011)
- Against the Wall – serie TV, episodio 1x06 (2011)
- Lost Girl – serie TV, episodio 2x02 (2011)
- Comedy Bar – serie TV, 5 episodi (2012)
- Republic of Doyle – serie TV, episodio 3x07 (2012)
- Cyberstalker, regia di Curtis Crawford – film TV (2012)
- Being Human – serie TV, 7 episodi (2012-2014)
- The Surrogacy Trap, regia di Adrian Wills – film TV (2013)
- Exploding Sun, regia di Michael Robison – film TV (2013)
- Be My Valentine, regia di Graeme Campbell – film TV (2013)
- Darknet – serie TV, episodio 1x02 (2013)
- Cracked – serie TV, 6 episodi (2013)
- Bitten – serie TV, 11 episodi (2014-2015)
- The Listener – serie TV, episodio 5x06 (2014)
- The Strain – serie TV, 38 episodi (2014-2017)
- Dark Matter – serie TV, 5 episodi (2015-2017)
- iZombie – serie TV, episodio 2x08 (2015)
- Channel Zero – serie TV, 5 episodi (2016)
- Un colonnello in cattedra (For Love & Honor), regia di Laurie Lynd – film TV (2016)
- Private Eyes – serie TV, episodio 1x07 (2017)
- Schitt's Creek – serie TV, episodio 4x05 (2018)
- The Crossing – serie TV, episodi 1x07-1x08 (2018)
- Jack Ryan – serie TV, episodi 1x04-1x06 (2018)
- Frankie Drake Mysteries – serie TV, episodi 2x06-2x07-2x09 (2018)
- Ransom – serie TV, episodi 13 (2017-2019)

## Doppiatrici italiane
Nelle versioni in italiano dei suoi film, Natalie Brown è stata doppiata da:
- Francesca Fiorentini in Being Human, The Strain, iZombie
- Daniela Abbruzzese in Fairfield Road
- Rosanna Fedele in I misteri di Shadow Island - L'ultimo Natale
- Deborah Magnaghi in Cancel Christmas
- Mavi Felli in Skins
- Chiara Gioncardi in Cracked
- Bianca Meda in Bitten